# Cladopathinae
Cladopathinae é uma subfamília de coral negro da família Cladopathidae, ordem Antipatharia.

## Géneros
- Trissopathes Opresko, 2003